# Płatków
Płatków – wieś w Polsce położona w województwie mazowieckim, w powiecie wyszkowskim, w gminie Zabrodzie. Ma status sołectwa.
Prywatna wieś szlachecka Płatkowo położona była w drugiej połowie XVI wieku w powiecie kamienieckim ziemi nurskiej województwa mazowieckiego.
W latach 1954-1961 wieś była siedzibą gromady Płatków, po jej zniesieniu w gromadzie Obrąb. W latach 1975–1998 miejscowość administracyjnie należała do województwa ostrołęckiego.
Wierni Kościoła rzymskokatolickiego należą do parafii Najświętszej Maryi Panny Królowej Pokoju w Kicinach.